# Karl Biedermann (sculpteur)
Pour les articles homonymes, voir Karl Biedermann et Biedermann.
Karl Biedermann (né en 1947 à Berlin) est un sculpteur allemand.

## Biographie
Karl Biedermann grandit à Berlin-Est. En 1963, il commence une formation de plâtrier. En 1968, il participe aux cours des Musées d'État de Berlin. En 1970, il étudie la sculpture à l'École supérieure des beaux-arts de Dresde, notamment auprès de Walter Arnold, et à l'École des beaux-arts de Berlin-Weißensee, auprès de Werner Stötzer. En 1978, il ouvre son atelier.

## Source de la traduction
- (de) Cet article est partiellement ou en totalité issu de l’article de Wikipédia en allemand intitulé « Karl Biedermann (Künstler) » (voir la liste des auteurs).